# Marija Ponomarenko
Marija Nikolaeevna Ponomarenko (in russo  Мария Николаевна Пономаренко?, trasl. anglosassone: Maria Nikolaevna Ponomarenko; Barnaul, 5 settembre 1978) è una giornalista, attivista e blogger russa.
Il suo caso divenne noto a livello internazionale quando è stata condannata a sei anni di carcere nel febbraio 2023 per post critici sui social media riguardanti il bombardamento di un teatro in cui si erano rifugiati i civili durante l'attacco russo nella città ucraina di Mariupol, e sulla responsabilità russa nella strage di Bucha, in seguito all'invasione dell'Ucraina del 2022. Nei post dubitava della versione ufficiale russa. La sentenza è stata pronunciata per il reato di "false informazioni militari" secondo la legge di censura del marzo 2022, condanna in seguito portata a quasi 8 anni per presunta aggressione a due guardie carcerarie.

## Biografia

### Origini e famiglia
Ponomarenko è cresciuta a Barnaul, in Siberia, dove ha lavorato come giornalista per la filiale siberiana del portale di notizie RusNews. Le autorità russe hanno iniziato a perseguitarla nel 2020 dopo che aveva fatto rivelazioni sulla corruzione dei politici locali che si rifiutavano di fornire alloggi agli orfani. Dopo aver ricevuto minacce, lei e la sua famiglia lasciarono la città, ma continuarono a partecipare alle proteste contro il regime. È madre separata di due figlie.

### Arresto e condanna
Nell'aprile 2022, ha pubblicato su Telegram un post sull'attacco militare russo al teatro regionale di Donetsk a Mariupol, in cui sono morte e state ferite centinaia di persone, informazioni tratte dal sito di Memorial, associazione per i diritti umani vietata in Russia dal 2021. All'epoca si trovava a San Pietroburgo e fu arrestata lì poco dopo aver scritto l'articolo, pubblicato su RusNews. È stata detenuta preventivamente da aprile a novembre 2022, ed è stata posta agli arresti domiciliari nel novembre 2022. Ha lasciato i domiciliari in seguito alla convivenza forzata con l'ex marito violento, essendo stata nuovamente arrestata per essere fuggita da casa per andare in una stazione di polizia a causa di ciò.
Nel febbraio 2023 si è svolto il suo processo nella città di Barnaul dove risiede, in cui è stata condannata a sei anni di carcere per "diffusione di false informazioni militari". La pubblica accusa aveva richiesto 9 anni. Le è stato inoltre vietato di lavorare come giornalista e di partecipare ai social media digitali per i successivi cinque anni. Ponomarenko è stato condannata come migliaia di russi per aver violato la legge introdotta nel marzo 2022 dopo l'invasione russa dell'Ucraina del 2022, in base alla quale chiunque venga ritenuto colpevole di "diffusione intenzionale di false informazioni sulle forze armate russe in Ucraina" può essere multato o condannato a una pena detentiva compresa tra cinque e dieci anni. Il 15 maggio 2023 venne condotta dal centro di detenzione preventiva di Barnaul al campo di prigionia (colonia penale correttiva) IK-22 di Krasnoyarsk a 900 km, e in seguito a settembre nella colonia penale IK-6, situata nel villaggio di Šipunovo a 175 km da Barnaul, con in mezzo alcuni ricoveri tra cui nell'ospedale psichiatrico giudiziario di Bijsk, e al centro detentivo di Barnaul e colonia IK-9 di Rubtsovsk.
Ponomarenko nega ogni illecito e durante il processo ha rilasciato la seguente dichiarazione:
Nel 2024 è stata accusata di aggressione in prigione; Ponomarenko ha raccontato di aver rifiutato di presenziare ad un'udienza disciplinare e di essere stata trascinata a forza a piedi scalzi dalle guardie, calpestando accidentalmente lo stivale di una di esse. Nel 2025 è stata condannata per ciò a ulteriori 1 anno e 10 mesi con l'accusa di aver aggredito due uomini delle guardie della colonia (ai sensi del comma 2 dell'articolo 321 del Codice penale della Federazione Russa: "uso di violenza che non costituisce una minaccia per la vita o la salute di un dipendente penitenziario"), addebito da lei negato, con imposizione di effettuare un trattamento psichiatrico ambulatoriale dopo la pena; il giudice ha concesso la possibilità di ottenere la liberazione condizionale dopo 6 anni, ossia nel 2028. Uno degli agenti penitenziari, presunta vittima, in tribunale ha definito l'incidente con Ponomarenko "insignificante" e ha affermato che non l'avrebbe denunciata "di sua iniziativa".
Durante la dichiarazione finale al secondo processo si è anche rivolta a Putin attaccando il suo governo, il sistema penale e le sue politiche nei confronti di donne e bambini: «non sono orgogliosa del mio Paese. Se mia madre è un'alcolizzata, non le verserò da bere perché mi prega. Proverò a curarla».
La detenzione ha avuto fin da subito un pesante impatto negativo sulla sua salute mentale, causandole disturbo dissociativo, attacchi di panico e claustrofobia. Secondo quanto dichiarato dagli avvocati, Ponomarenko soffriva già di disturbo borderline con forte rischio di autolesionismo. Gli psichiatri nominati dalle autorità russe le hanno diagnosticato invece il disturbo istrionico di personalità.

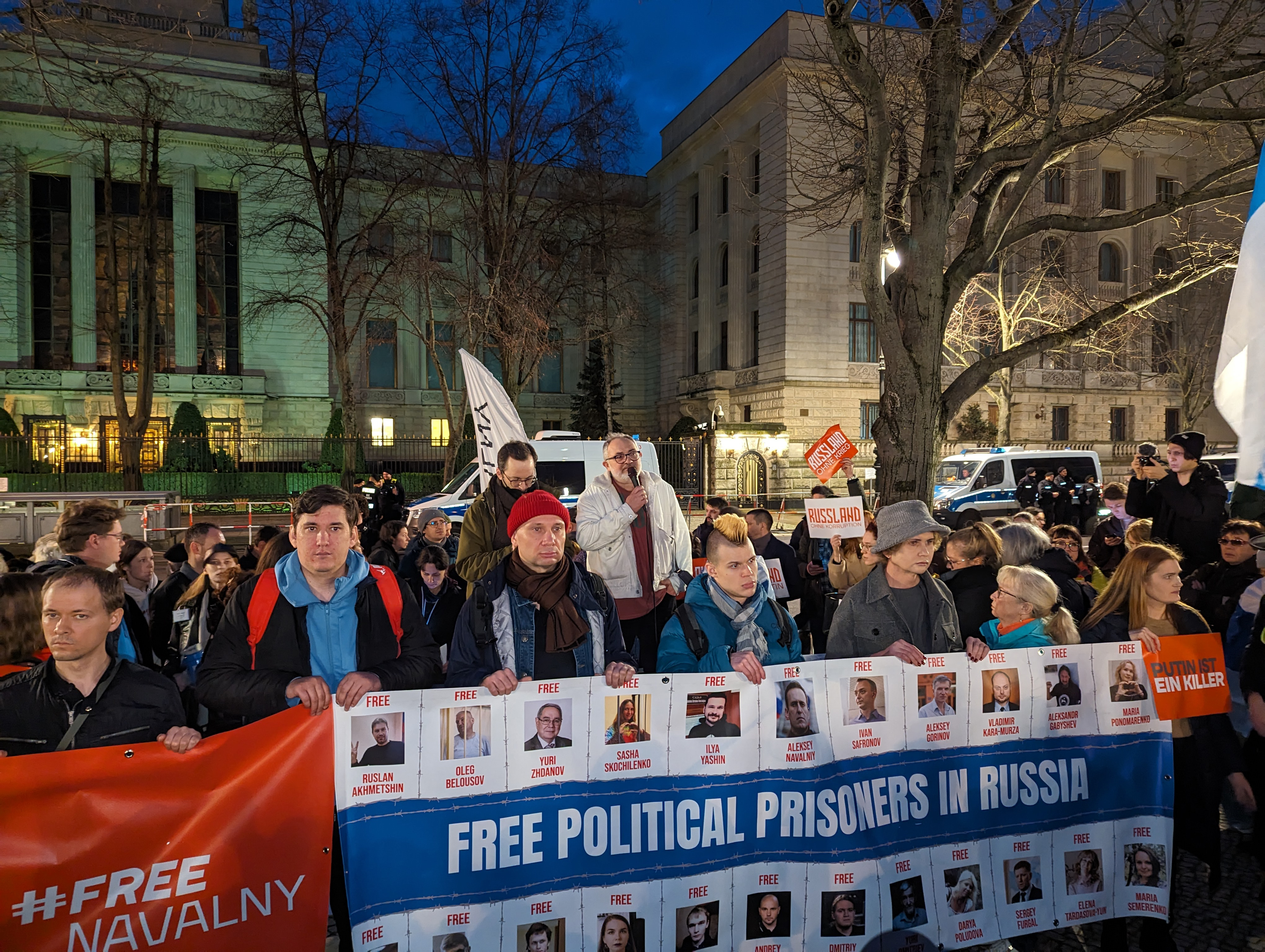
Manifestazione a Berlino per i prigionieri politici russi tra cui Ponomarenko, dopo la morte di Aleksej Naval'nyj, febbraio 2024

Ha effettuato scioperi della fame; dopo 149 giorni di sciopero della fame è stata temporaneamente ricoverata per ipoglicemia e ipotensione pericolose. Ha anche tentato diverse volte il suicidio, subendo alcuni trattamenti sanitari obbligatori in ospedale psichiatrico, ed è finita decine di volte in isolamento per minime infrazioni. Secondo il Comitato per la protezione dei giornalisti questi trattamenti non rappresentano una cura per la sua salute ma solo una misura di intimidazione che pone a rischio la sua vita. Osservatori hanno fatto un paragone con l'utilizzo della psichiatria a fini politici in Unione Sovietica.
Ha raccontato di essere stata vittima di ripetute violenze fisiche e psicologiche in prigione e in ospedale, da parte di guardie, infermieri e altre detenute.
(Racconto di Marija Ponomarenko in tribunale nel 2025)
La persecuzione e i maltrattamenti subiti da Ponomarenko da parte delle autorità russe sono documentati da varie organizzazioni internazionali per i diritti umani, come PEN International e Amnesty International, che si battono per la sua liberazione, citando anche l'articolo 19 della Dichiarazione universale dei diritti umani delle Nazioni Unite (libertà di opinione e «diritto di non essere molestato per la propria opinione e quello di cercare, ricevere e diffondere informazioni e idee attraverso ogni mezzo e senza riguardo a frontiere»), nonché la stessa Costituzione della Federazione Russa. La sua lunga detenzione in isolamento in una cella di punizione è stata ripetutamente criticata dalle organizzazioni per i diritti e dai suoi avvocati. Due dei suoi arresti in isolamento sono stati causati da problemi di salute: uno per uno svenimento, e un altro ancora per non essere riuscita ad alzarsi dal letto su richiesta di un agente penitenziario a causa di forti dolori lombari. Nei primi tre arresti, ha trascorso oltre un mese e mezzo in cella di isolamento, a volte per più di 15 giorni consecutivi (cosa vietata dalla legge). La sua corrispondenza con l'esterno è stata quasi bloccata dal 2024 e ripristinata l'anno successivo, e non ha più potuto incontrare le figlie dal 2022, avendo solo alcune telefonate.
Nel 2025, durante il processo d'appello per la seconda condanna, le è stato negato il diritto alla dichiarazione conclusiva a causa della pubblica denuncia in tribunale dei pestaggi subìti dagli immigrati azeri nella prigione dove è stata detenuta.

### Movimento di sostegno
Amnesty International l'ha designata come prigioniera di coscienza ed appelli per lei sono stati effettuati ad esempio dall'associazione Memorial, che si batte per i diritti umani in Russia, e da noti oppositori liberati come Vladimir Kara-Murza e Lilija Čanyševa.
Nel 2022, il documentarista pietroburghese Vsevolod Korolev ha lavorato a un progetto dal titolo provvisorio "207.3" sugli imputati accusati nei casi di "false informazioni sull'esercito", realizzandone due su Sasha Skochilenko e Maria Ponomarenko, ma a luglio dello stesso anno venne arrestato ai sensi dello stesso articolo e condannato a 3 anni di prigione, aumentati a sette in appello, per aver raccontato le loro storie.

## Premi e riconoscimenti
- Premio Boris Nemtsov - Boris Nemtsov Foundation for Freedom (2023[21])
- OXI Courage Award - Washington OXI Day Foundation (2024[22])